# 라요 바예카노

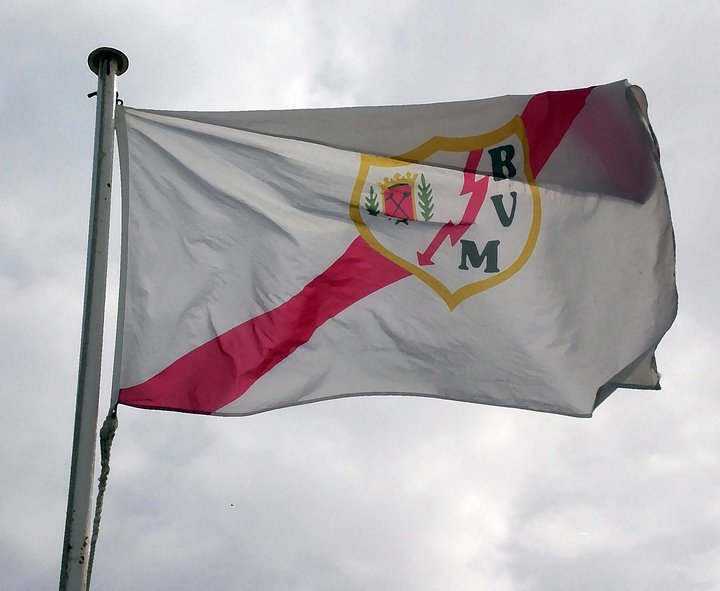

라요 바예카노(스페인어: Rayo Vallecano de Madrid, S.A.D.)는 스페인 마드리드의 자치구인 바예카스를 연고로 하는 축구 클럽으로, 흔히 간단히 줄여서 라요(스페인어: Rayo)라고 부르기도 한다. 이 클럽은 1924년 5월 29일에 창단되었으며 현재 라리가에서 활동하고 있다.
리그에서의 최고 성적은 1999-2000 시즌에 기록한 9위이며 리그 9위임에도 페어플레이 랭킹으로 다음 시즌 UEFA컵 진출 자격을 얻었으며 코파 델 레이에서의 최고 성적은 1981-82 시즌과 2021-22 시즌에 기록한 4강이다. 그리고 출전한 2000-01년 UEFA컵 8강에서 데포르티보 알라베스에게 1·2차전 합계 2-4로 패하며 탈락했지만 UEFA 챔피언스리그와 UEFA 유로파리그를 통틀어 바예카노 구단 역사상 유럽 클럽 대항전에서의 역대 최고 성적을 남겼다.
이후 팀의 침체기가 찾아와 2002-03시즌에 세군다 디비시온으로 강등되었고, 다음 2003-04시즌에 또다시 3부리그인 세군다 디비시온 B으로 강등되는 굴욕을 겪기도 했다.
이후 2005-06시즌에, 레알 마드리드의 레전드로 활약했던 미첼을 감독으로 임명하기도 했다.
그 후 2007-08시즌 세군다 디비시온 B 우승을 차지하며 세군다 디비시온으로 승격하였고, 2010-11시즌 세군다 디비시온에서 2위로 프리메라리가로 승격하였다. 2011-12시즌에는 15위를 차지하였다.
2012년 3월 말, 선수단이 2011~2012년 스페인 시위에 참여하기 위해 훈련을 하루 취소하기도 했다.

## 선수

### 현재 선수 명단
2024-25시즌 명단 기준
참고: FIFA 자격 규정에 따라 소속된 국가대표팀 국기를 표시합니다. 선수는 복수의 FIFA 비회원국 국적을 가지고 있을 수 있습니다.
| 번호 | 포지션 | 국적     | 이름                                       |
| ---- | ------ | -------- | ------------------------------------------ |
| 1    | GK     |          | 다니 카르데나스                            |
| 2    | DF     |          | 안드레이 라치우                            |
| 3    | DF     |          | 펩 차바리아                                |
| 4    | MF     |          | 페드로 디아스                              |
| 5    | DF     |          | 아리다네 에르난데스                        |
| 6    | MF     | 세네갈   | 파테 시스                                  |
| 7    | FW     |          | 이시 팔라손                                |
| 8    | FW     |          | 오스카르 트레호                            |
| 9    | FW     |          | 라울 데 토마스                             |
| 10   | MF     | 콜롬비아 | 하메스 로드리게스                          |
| 11   | FW     | 앙골라   | 랑디 은테카                                |
| 12   | FW     |          | 세르지 과르디올라                          |
| 13   | GK     |          | 아우구스토 바타야 (리버 플레이트에서 임대) |
| 14   | FW     |          | 세르히오 카메요                            |

| 번호 | 포지션 | 국적     | 이름                                |
| ---- | ------ | -------- | ----------------------------------- |
| 15   | MF     |          | 제라르드 굼바우 (그라나다에서 임대) |
| 16   | DF     | 가나     | 압둘 무민                           |
| 17   | MF     |          | 우나이 로페스                       |
| 18   | MF     |          | 알바로 가르시아                     |
| 19   | MF     |          | 호르헤 데 프루토스                  |
| 20   | DF     | 알바니아 | 이반 발리우                         |
| 21   | FW     |          | 아드리 엠바르바 (알메리아에서 임대) |
| 22   | DF     | 우루과이 | 알폰소 에스피노                     |
| 23   | MF     |          | 오스카르 발렌틴 (주장)              |
| 24   | DF     |          | 플로리앙 르죈                       |
| 25   | MF     |          | 호니 몬티엘                         |
| 27   | DF     |          | 펠라요 페르난데스                   |
| 29   | MF     |          | 디에고 멘데스                       |

## 역대 감독
| 감독                     | 임기        |
| ------------------------ | ----------- |
| 에리베르토 에레라        | 1959        |
| 알프레도 디 스테파노     | 1975 ~ 1976 |
| 호세 안토니오 카마초     | 1992 ~ 1993 |
| 훌렌 로페테기            | 2003        |
| 호르헤 달레산드로        | 2003 ~ 2004 |
| 호세 미겔 곤살레스       | 2005 ~ 2006 |
| 프란시스코 헤메스 마르틴 | 2012 ~ 2016 |
| 프란시스코 헤메스 마르틴 | 2019 ~ 2020 |

## 같이 보기
- 라요 OKC (북미 축구 리그)